# Serge Patrice Ag
Serge Patrice Ag (ur. 22 marca 1974 w Jaunde) – kameruński siatkarz, gra na pozycji rozgrywającego.
Debiutował w klubie Palmiers VB. Obecnie reprezentuje barwy PAD VB.